# Elecciones generales de Singapur de 1963
Las elecciones generales de Singapur de 1963 tuvieron lugar el sábado 21 de septiembre para configurar la 3.ª legislatura de la Asamblea Legislativa, la cual ejercería sus funciones desde el 22 de octubre de 1963 hasta, a más tardar, 1968. Se realizaron más de once meses antes de lo previsto luego de que el Yang di-Pertuan Negara (gobernador) Yusof Ishak disolviera anticipadamente la legislatura anterior por consejo del primer ministro Lee Kuan Yew el 3 de septiembre, cuando su fecha de disolución original era el 1 de julio de 1964. Fueron las terceras elecciones generales desde la instauración del sufragio universal en 1955, las primeras tras el final del dominio colonial británico y las últimas antes de la independencia total de Singapur como estado soberano en 1965. El 16 de septiembre, durante la campaña electoral, tuvo lugar la fusión de Singapur como estado de la naciente Federación de Malasia. La nominación de candidatos tuvo lugar el 12 de septiembre, por lo que la campaña duró siete días.
Encabezando el oficialista Partido de Acción Popular (PAP), Lee Kuan Yew buscaba ser reelegido para un segundo mandato como primer ministro luego de haber llegado al poder con un triunfo aplastante cuatro años atrás. Sin embargo, el PAP debió enfrentar en estos comicios una fuerte oposición, proveniente de hasta tres distintas formaciones que disputaron una mayoría absoluta en el poder legislativo estatal. El Frente Socialista (BS), presidido y liderado por Lim Chin Siong y Lee Siew Choh, se fundó como una escisión del ala más izquierdista del partido gobernante, expulsada por Lee durante el mandato anterior para mover el partido hacia el centro político. Asimismo, la Alianza gobernante de Malasia rompió el acuerdo tácito que sostenía con el PAP para no disputarse las elecciones en sus respectivos territorios y, bajo el liderazgo del predecesor de Lee, Lim Yew Hock, presentó candidaturas en casi todo el estado. Enemistado por Lee y como parte de una facción más moderada del PAP, el exministro de Desarrollo Nacional Ong Eng Guan fundó el Partido del Pueblo Unido (UPP). Hubo otras formaciones menores y varios candidatos independientes, entre los cuales destacó el exjefe de gobierno David Saul Marshall, pero ninguna otra fuerza política fuera de las cuatro anteriores presentó suficientes candidatos para aspirar a una mayoría de gobierno, y el PAP fue el único que se presentó en todas las circunscripciones.
En medio de un estado de tensión permanente entre Lee y el gobierno malasio de Tunku Abdul Rahman, el PAP obtuvo la victoria y de hecho conservó su mayoría calificada de dos tercios requerida para modificar la constitución, con 37 de los 51 escaños parlamentarios. Sin embargo, sufrió una dura caída en su apoyo popular y recibió solo el 46,93% de los votos válidamente emitidos. El BS, en coalición con el Partido Popular de Malasia (PRM), logró el 34,64% de los votos y 13 escaños, el mejor resultado histórico para cualquier partido opositor en toda la historia electoral del país. La Alianza obtuvo el 8,42% de los votos y no obtuvo escaños, marcando el fin de las aspiraciones del oficialismo malasio de influir en la política interna de Singapur. Si bien se vio, por pocos votos, detrás de la Alianza, el UPP logró obtener un escaño, ocupado por Ong. La victoria del PAP se debió mayormente a la división de su oposición en tres fuerzas competitivas, pues en casi la totalidad de las circunscripciones los márgenes fueron muy estrechos y muy pocos parlamentarios electos triunfaron con más de la mitad de los votos.
Los comicios fueron, con diferencia, los más competitivos en la historia de Singapur. Después de la separación de Singapur de Malasia en 1965, la Asamblea Legislativa se convirtió en el 1.er Parlamento, y Singapur se convirtió en una república. El gobernador Yusof Ishak permaneció como jefe de Estado bajo el cargo de presidente ceremonial, conservando a su vez Lee la jefatura de gobierno. Durante el período subsiguiente, el BS comenzaría un boicot parlamentario que permitiría al PAP monopolizar con facilidad las instituciones estatales, dando inicio a su período como partido hegemónico, no interrumpido hasta la fecha. Las victorias sin oposición por parte del PAP en numerosas circunscripciones se convertirían en una constante hasta 2015, por lo que esta fue la última vez en los próximos cincuenta y dos años en la que todos los escaños fueron efectivamente disputados.
Para las elecciones de 1963 las circunscripciones electorales empleadas fueron las mismas que para las elecciones de 1959, hasta la fecha la única elección en la historia de Singapur que no se vio precedida por una modificación de los distritos electorales.

## Contexto
Las elecciones generales de 1959 resultaron en la victoria del Partido de Acción Popular (PAP), el cual obtuvo 43 escaños de los 51 disputados contra 7 de la Alianza dirigida por el primer ministro saliente, Lim Yew Hock, el cual asumió como líder de la oposición. En una votación interna del PAP el 30 de mayo de 1959, Lee Kuan Yew derrotó por un voto de desempate a Ong Eng Guan para convertirse en primer ministro de Singapur, el primer jefe de gobierno tras el final del dominio colonial británico, cargo que asumió el 5 de junio. Beneficiado por el amplio apoyo popular inicial entre la mayoría china, el primer mandato de Lee se vio signado por las negociaciones para lograr la fusión de Singapur como un estado de la naciente Malasia, gobernada por Tunku Abdul Rahman. La fuerte posición del PAP se debilitó rápidamente debido a los conflictos internos, sufriendo una serie de deserciones que mermaron su aplastante mayoría parlamentaria. Tras abandonar el partido, Ong se impuso en una elección parcial por aplastante margen como candidato independiente en el distrito de Hong Lim el 29 de abril de 1961. El 15 de julio, el exjefe de gobierno David Saul Marshall, con su entonces pequeño Partido de los Trabajadores (WP), logró retornar al poder legislativo al vencer en comicios complementarios en la circunscripción de Anson.
Cinco días más tarde, el 20 de julio, tuvo lugar un intento de moción de censura contra Lee. Si bien este fracasó en deponer al gobierno, el primer ministro solo recibió el apoyo de veintiséis parlamentarios contra veinticinco luego de que trece legisladores del PAP desertaran del gobierno y votaran en su contra. De hecho, el movimiento opositor solo fracasó luego de que Sahorah Ahmat, parlamentario de la UMNO que posteriormente se había sumado al PAP y se encontraba de licencia por enfermedad, fuera trasladado desde el hospital hasta el edificio de sesiones específicamente para votar a favor del gobierno. Los trece disidentes fueron expulsados del partido, dejando al oficialismo con una mayoría exacta de un escaño, y fundaron el Frente Socialista (Barisan Sosialis o BS). Tras asumir su cargo parlamentario, Ong fundó el Partido del Pueblo Unido (UPP), al cual desertaron dos legisladores del PAP este mismo año.
El 3 de julio de 1962, mientras tenía lugar el debate parlamentario sobre la convocatoria a un referéndum sobre la fusión con Malasia, el gobierno del PAP perdió su mayoría cuando Ho Puay Choo presentó su renuncia (más tarde se uniría al BS el 11 de agosto). Sin embargo, el 17 de agosto, SV Lingam, que se había unido al UPP el año anterior, confirmó su retorno al PAP, devolviendo al partido su débil mayoría. Un mes más tarde, sin embargo, el 21 de agosto, el ministro de Salud Ahmad Ibrahim falleció, víctima de un cáncer de hígado, lo que nuevamente privó al PAP de una mayoría absoluta. Pese a que el BS confirmó la candidatura de su líder, Lim Chin Siong, para disputar el cargo parlamentario en la consecuente elección parcial para la circunscripción de Sembawang, el gobierno de Lee decidió que el escaño no se cubriría hasta que se realizara una elección general completa. El 1 de septiembre tuvo lugar el referéndum sobre el estatus político de Singapur, en el cual un 95,82% del electorado votó por la opción de una fusión con Malasia bajo diversas condiciones de autonomía interna. La Alianza gobernante de Malasia, compuesta por la Organización Nacional de los Malayos Unidos (UMNO), la Asociación China de Malasia (MCA) y el Congreso Indio de Malasia (MIC), que había disputado las anteriores elecciones y que sumaba entre sus miembros al partido Alianza Popular de Singapur (SPA) del ex primer ministro Lim, mantenía al momento de acordarse la fusión un acuerdo tácito con el gobierno de Lee de no disputar el poder en Singapur al PAP, mientras que el PAP se comprometía a no establecerse en el resto de Malasia.

## Sistema electoral
La Asamblea Legislativa elegida en los comicios de 1963 estaba compuesta por 51 parlamentarios elegidos por voto popular, directo y secreto para un mandato máximo de cinco años, a menos que las elecciones generales fueran adelantadas durante este período. El sistema electoral empleado era el escrutinio mayoritario uninominal. El territorio singapurense se encontraba dividido en cincuenta y dos circunscripciones representadas por un escaño cada una. Todos los ciudadanos residentes en Singapur con al menos veintiún años de edad tienen derecho a voto, siempre y cuando no tengan doble nacionalidad y se encuentren inscritos en el registro electoral, el cual es revisado anualmente. Los requisitos para postularse como candidato son los mismos que para emitir sufragio, a lo cual se añade la necesidad de hablar, leer y escribir fluidamente al menos uno de los cinco idiomas oficiales del país: inglés, malayo, chino mandarín o tamil.
En cada circunscripción, un grupo de al menos seis electores registrados puede presentar un candidato (ya sea como postulante de un partido político o como candidato independiente). Los candidatos deben abonar un depósito monetario, el cual fue de $500 para las elecciones de 1963, y que les será o no devuelto dependiendo del resultado electoral. Si el candidato en cuestión no supera un octavo de los votos válidamente emitidos (12,50%) el día de la elección, perderá dicho depósito y este será entregado al estado. Los comicios se llevan a cabo en una única votación, con cada parlamentario elegido por simple mayoría de votos. Los votantes marcan una cruz en su papeleta de votación frente al símbolo y el nombre del candidato escogido.

## Cronograma
| Fecha                               | Evento                                              |
| ----------------------------------- | --------------------------------------------------- |
| 3 de septiembre                     | Disolución de la 2.º Asamblea Legislativa           |
| 12 de septiembre                    | Día de la Nominación                                |
| 13 de septiembre - 20 de septiembre | Período de campaña                                  |
| 21 de septiembre                    | Jornada electoral                                   |
| 22 de octubre                       | Apertura de sesiones de la 3.º Asamblea Legislativa |

## Partidos políticos contendientes
| Partido/Alianza | Partido/Alianza                   | Partido/Alianza                                    | Partido/Alianza                   | Líder            | Fundación      | Escaños (1959) |
| --------------- | --------------------------------- | -------------------------------------------------- | --------------------------------- | ---------------- | -------------- | -------------- |
|                 | Partido de Acción Popular (PAP)   | Partido de Acción Popular (PAP)                    | Partido de Acción Popular (PAP)   | Lee Kuan Yew     | 1954           | 25/51          |
|                 | Alianza Barisan-PR                |                                                    | Frente Socialista (BS)            | Lee Siew Choh    | 1961           | 14/51          |
|                 | Alianza Barisan-PR                | Partido Popular (PR)                               | Ahmad Boestaman                   | 1956             |                |                |
|                 | Alianza de Singapur (SA)          |                                                    | Alianza Popular de Singapur (SPA) | Lim Yew Hock     | 1958           | 3/51           |
|                 | Alianza de Singapur (SA)          | Organización Nacional de los Malayos Unidos (UMNO) | Zedha Alsagoff Syed Ali           | 1946             | 4/51           |                |
|                 | Alianza de Singapur (SA)          | Asociación China de Malasia (MCA)                  | Wong Foo Nam                      | 1949             |                |                |
|                 | Alianza de Singapur (SA)          | Congreso Indio de Malasia (MIC)                    | Pakri Appavoo                     | 1946             |                |                |
|                 | Partido de los Trabajadores (WP)  | Partido de los Trabajadores (WP)                   | Partido de los Trabajadores (WP)  | J. B. Jeyaretnam | 1957           | 1/51           |
|                 | Partido del Pueblo Unido (UPP)    | Partido del Pueblo Unido (UPP)                     | Partido del Pueblo Unido (UPP)    | Ong Eng Guan     | 1961           | 2/51           |
|                 | Partido Islámico Panmalayo (PMIP) | Partido Islámico Panmalayo (PMIP)                  | Partido Islámico Panmalayo (PMIP) | Abdullah Musa    | 1952           |                |
|                 | Partido Democrático Unido (UDP)   | Partido Democrático Unido (UDP)                    | Partido Democrático Unido (UDP)   | Tan Chor Yong    | 1962           |                |
|                 | Independientes                    | Independientes                                     | Independientes                    | Independientes   | Independientes | 1/51           |
| Vacantes        | Vacantes                          | Vacantes                                           | Vacantes                          | Vacantes         | Vacantes       | 1/51           |

## Desarrollos políticos

### Partido de Acción Popular

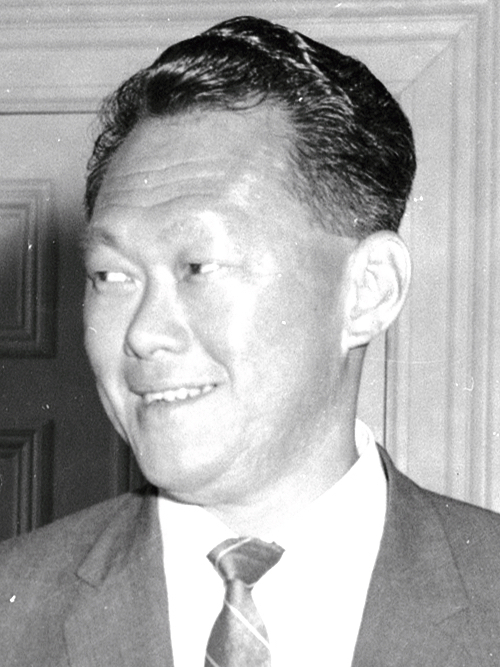
Lee Kuan Yew, líder del PAP, contendió por un segundo mandato como primer ministro.

El oficialista Partido de Acción Popular (PAP), liderado por el primer ministro en ejercicio Lee Kuan Yew, buscó revalidar su mayoría parlamentaria, conservar el gobierno estatal y, a su vez, recuperar la mayoría de dos tercios que había conseguido cuatro años atrás y había perdido debido a la masiva fuga de figuras políticas durante el intenso conflicto interno que sufría. Al momento de la disolución de la Asamblea Legislativa, el PAP solo tenía bajo su control 25 de los 51 escaños parlamentarios, una mitad del total debido a una vacante, lo que implicaba la pérdida por medio de decersiones, renuncias y fallecimientos de dieciocho miembros del legislativo, la mayor cantidad de escisiones sufrida por el partido en toda su historia.
Muy a pesar de los reveses electorales y de las deserciones masivas de importantes figuras políticas de izquierda, el oficialismo llegó a las nuevas elecciones con la ventaja de que la ruptura consolidó el control interno de Lee sobre el partido, permitiéndole presentarse unido. Además, los resultados abrumadores a favor de la opción favorecida por el PAP en el referéndum de 1962 fortalecieron el liderazgo de Lee y su popularidad personal, así como afectaron seriamente las posibilidades de la oposición. Durante los últimos años antes de las elecciones, Lee había mantenido un discurso firmemente comprometido con la formación de Malasia, lo que provocó críticas por parte de sectores de izquierda (anteriormente favorables) a la unidad de los dos estados bajo los gobiernos de Tunku y Lee. En 1961, Lee había emitido numerosos discursos radiales acusando a los comunistas de pretender descarrilar la fusión para tomar el control de Singapur y, posteriormente, emprender una toma de poder revolucionaria en el resto de Malasia.
A finales de 1962, el gobierno de Lee comenzó a planificar la Operación Coldstore, una serie de arrestos de dirigentes opositores de izquierda bajo acusaciones de subversión. Lee, que días antes de la fecha programada para las detenciones el 16 de diciembre de 1962 amplió la lista de personas a detener para incluir a figuras malayas desfavorables a la fusión, exigió al gobierno de Tunku que avalara las detenciones públicamente e incluso redactó un borrador de declaración para que fuera leído ante el Parlamento Federal. Tunku rechazó esto último, alegando que no había pruebas suficientes para justificar el arresto de los dirigentes malayos. En enero de 1963, el Tunku se alarmó cuando Lee Kuan Yew continuó ampliando la lista de arrestos para incluir a "algunos miembros de los partidos de Marshall y Ong" (el WP y el UPP). in embargo, el 18 de enero de 1963, el gobierno de Tunku acordó los detalles de los arrestos a cambio de que se ofreciera a algunos particulares la posibilidad de abandonar Singapur después del arresto. La operación finalmente se concretó el 2 de febrero, resultando en 113 personas detenidas, entre ellos veintitrés dirigentes del Frente Socialista y su líder, Lim Chin Siong.
Pese al surgimiento de hasta tres potenciales alternativas electorales que disputaron una mayoría absoluta, el PAP fue, como en todas las elecciones desde 1959, el único partido político de Singapur en presentar un candidato en la totalidad de las circunscripciones electorales del estado.

### Frente Socialista
El Barisan Sosialis (por su traducción del malayo al español: "Frente Socialista"), se fundó el 29 de julio de 1961 y se registró oficialmente el 15 de agosto del mismo año. Surgió mayormente como una expresión del sector más izquierdista del PAP encabezado por Lim Chin Siong y contrario al liderazgo de Lee Kuan Yew, una vez que perdió terreno la cooperación mutua entre ambos bajo las banderas del anticolonialismo y la lucha por el autogobierno. Durante los primeros años, el campo izquierdista contó principalmente con el apoyo de las masas chinas, la población rural y los sindicatos, mientras que el apoyo al sector centrista de Lee se encontraba principalmente representado por la comunidad educada en inglés. Después de la victoria electoral en 1959, las fricciones se acentuaron y, finalmente, los parlamentarios del sector izquierdista votaron contra Lee durante el intento de moción de censura de julio de 1962, tras lo cual resolvieron fundar un partido de oposición. Tras la partida de trece parlamentarios hacia el nuevo BS, 35 de los 51 comités circunscripcionales del PAP y 19 de los 21 secretarios organizadores adhirieron a la nueva formación. Debido a la gran cantidad de figuras políticas históricas que participaron en la fundación del Frente Socialista, comentaristas políticos consideraron que el nuevo partido poseía una base fundacional extremadamente sólida, y por lo tanto tenía amplias posibilidades de ganar las elecciones de 1963.
Sin embargo, los resultados del referéndum de 1962 (en el cual el BS apoyó el voto en blanco o anulado como medida de expresión ante la falta de una opción «No») supusieron un duro golpe para el ascendente partido opositor. Además, el inicio de la Operación Coldstore impulsada por el gobierno de Lee en contra del partido sirvió para desmoralizar sus bases y arrestar a numerosos dirigentes, dejando al partido muy débil de cara a las elecciones. Continuó siendo, sin embargo, el partido político opositor más fuerte que jamás enfrentaría el PAP. De cara a las elecciones, formó una coalición con el Partido Popular de Malasia (PRM), el cual presentó tres candidatos en Singapur, y postuló una lista de cuarenta y seis candidatos. De este modo, todas las circunscripciones excepto dos (Geylang Serai y Southern Islands), tuvieron un candidato del frente BS-PR.

### Partido del Pueblo Unido
El Partido del Pueblo Unido (UPP) se había fundado como otra facción disidente del PAP encabezada por Ong Eng Guan, único alcalde democráticamente electo de la Ciudad de Singapur y exministro de Desarrollo Nacional durante los primeros meses de gobierno tras ser derrotado en la contienda interna por el cargo de primer ministro. Ong se distanció de Lee luego de que este aboliera el Concejo Local de la ciudad, entre otra serie de resoluciones, y desafió su liderazgo en múltiples ocasiones, desencadenando su expulsión. Buscando demostrar fuerza ante el gobierno, Ong renunció a su escaño parlamentario en Hong Lim y disputó la elección parcial consecuente como candidato independiente, obteniendo un triunfo rotundo con el 73,31% de los votos sobre el 26,69% del candidato del PAP, Jek Yeun Thong. Nuevamente en la Asamblea Legislativa, Ong fundó el UPP, al que adhirieron posteriormente otros dos miembros disidentes del PAP. De cara a las elecciones, a pesar de su estado como un partido pequeño y recién fundado, el UPP fue el tercer partido político con más candidatos en las elecciones, logrando presentar candidaturas en 46 de las 51 circunscripciones.

### Alianza de Singapur
A pesar del acuerdo tácito entre el PAP y la Alianza, coalición electoral gobernante de Malasia compuesta por partidos basados en la raza, de que esta no se entrometería en la política interna de Singapur, el frente oficialista a nivel federal se configuró de todas formas en el nuevo estado. El principal partido del frente fue la Alianza del Pueblo de Singapur (SPA), fuerza fundada por el ex primer ministro Lim Yew Hock, que ejercía como líder de la oposición parlamentaria. A este se sumaron la Organización Nacional de los Malayos Unidos (UMNO), partido de Tunku Abdul Rahman, la Asociación China de Malasia (MCA) y el Congreso Indio de Malasia (MCA). La SPA fue el cuarto partido con más candidatos y el último en disputar una mayoría absoluta, con 28 candidatos, la UMNO y la MCA disputaron 6 escaños cada uno y el MIC solo 2. De este modo, la Alianza se presentó a los comicios con 42 postulantes, sumando una mayoría de dos tercios, y fue el único partido opositor en disputar la circunscripción de Southern Islands. Si bien contó con el apoyo de la Alianza a nivel federal, la coalición no lograría incrementar su popularidad entre el electorado singapurense, en especial debido a la impopularidad personal de Lim por su controvertido y accidentado período de gobierno. El propio Lim no presentó su candidatura a la Asamblea Legislativa, aduciendo una campaña negativa por parte del gobierno en su contra, y comenzó su alejamiento progresivo de la política singapurense, que lo llevaría a instalarse definitivamente en Malasia después de las elecciones.

### Otras formaciones políticas
Otros partidos políticos menores presentaron candidaturas, pero ninguno las suficientes para aspirar al gobierno fuera del PAP, el BS, el UPP o la Alianza. Poco antes de las elecciones, David Saul Marshall, exjefe de gobierno y líder del Partido de los Trabajadores (WP), que a su vez ejercía como parlamentario por la circunscripción de Anson, abandonó su partido y se presentó para la reelección como candidato independiente. De este modo, el WP concurrió diezmado a los comicios con solo tres postulantes bajo el liderazgo de Chua Chin Kiat, encaminándose hacia el que sería su peor resultado electoral. El Partido Islámico Panmalayo (PMIP), existente a nivel federal, se estableció en Singapur con Abdullah Musa como líder y presentó a Mohamed Taha Suhaimi y Mohamed Dali B. Muin como candidatos en las circunscripciones de Geylang Serai y Kampong Kembangan. Tan Chor Yong, del Partido Democrático Unido (UDP), se presentó como único candidato por su partido en Toa Payoh. Contando a Marshall, el total de candidatos independientes fue de dieciséis.

## Campaña
La campaña electoral, iniciada formalmente tras el día de la nominación de candidatos el 12 de septiembre, estuvo signada por las cuestiones relativas a la fusión con Malasia, ya que durante la misma fue cuando se concretó la creación del nuevo estado federal. En general, casi todos los partidos apoyaron en mayor o menor medida la fusión debido a que se percibía la masiva conformidad del electorado con ella, simplemente resaltando diferencias técnicas. Tan solo cuatro días después de la proclamación de candidaturas, el 16 de septiembre, Singapur se convirtió en un estado federal de Malasia. Lee Kuan Yew, que casualmente cumplía cuarenta años el mismo día, se paró frente a una multitud en el Padang y proclamó la nueva situación política del estado. Prometiendo su lealtad al Gobierno Central, Tunku Abdul Rahman y sus compañeros, Lee pidió «una relación honorable entre los estados y el Gobierno Central, una relación entre hermanos y no una relación entre amos y sirvientes».
Sin embargo, el proselitismo fue encendido y la participación de las candidaturas de la Alianza simplemente lograron empeorar la difícil relación entre el PAP y la UMNO. Lee hizo campaña centrándose en los logros de su gestión, destacando la construcción e 26,000 viviendas por medio de la Junta de Vivienda y Desarrollo, la reducción de la tasa de desempleo y la inversión en servicios públicos durante los últimos cuatro años. Asimismo, centró su discurso en destacar al PAP como la única alternativa para preservar la estabilidad y la situación privilegiada de Singapur dentro de Malasia. Asimismo, la Alianza culpó al PAP por los disturbios desatados por sectores comunistas en todo el país, acusaciones que el PAP devolvió. El Barisan Sosialis, por su parte, centró su estrategia en declarar que la fusión entre Malasia y Singapur se había realizado en condiciones desfavorables para el estado, pero su marcada oposición a la misma pudo haber debilitado su creciente popularidad. A pesar de que el BS mantenía un discurso en el que se describía a sí mismo como un partido «socialista, no comunista» que defendía el establecimiento de una «Malasia democrática con Singapur como un estado con autogobierno pleno», el PAP sostuvo la idea de que el BS era un partido comunista que tenía como intención desestabilizar y en última instancia abortar la fusión.
El último día de la campaña, el PAP declaró que si el BS ganaba las elecciones, el gobierno de Tunku intervendría militarmente la isla y declararía el estado de emergencia antes de permitir que un partido procomunista asumiera el gobierno. Se considera históricamente que esta última declaración, sumada a otros factores como la debilidad de los partidos izquierdistas posteriores a las operaciones policiales en su contra, fue determinante para garantizar la ajustada victoria del PAP.

## Resultados

### Resultado general
A pesar de la difícil situación política, el Partido de Acción Popular logró no solo retener el gobierno sino revalidar la mayoría absoluta de dos tercios lograda cuatro años atrás con un 46,93% del voto popular y 37 de los 51 escaños parlamentarios. Sin embargo, la pérdida de apoyo generada por las deserciones fue perceptible y su victoria se debió más a la división de la oposición en hasta tres partidos que contendieron por una mayoría de gobierno. En casi la totalidad de los escaños se vieron competencias en las cuales el ganador se impuso por una ventaja muy ajustada, y en muy pocos con más de la mitad del total emitido. El Barisan Sosialis logró el 33,24% de los votos que, sumando al Partido Popular de Malasia, implicaría un 34,64%. Pese a esto, obtuvo tan solo 13 escaños parlamentarios, si bien logró ubicarse en segundo o primer lugar en casi todas las circunscripciones que disputó y en varias llegó a perder por una escasa diferencia de votos. Hasta le fecha, los 13 escaños logrados por el BS constituyen el mejor desempeño parlamentario para cualquier partido que no sea el PAP (tanto en términos relativos como absolutos). Dada la fragmentación de los votos, la polarización entre dos candidatos en la mayoría de las circunscripciones, y la elevada cantidad de candidatos, hasta noventa y dos postulantes perdieron sus depósitos al no poder superar el 12,50% de los votos, la mayor cantidad de la historia electoral singapurense. El PAP y el BS fueron los únicos partidos que retuvieron la totalidad de sus depósitos.
El desempeño de los demás partidos fue marginal. La Alianza, que en las anteriores elecciones había logrado un elevado segundo puesto a pesar de presentarse dividida, obtuvo unida en los comicios un pésimo resultado con solo el 8,42% del voto popular y sin lograr imponerse en ninguna circunscripción. El Partido del Pueblo Unido, si bien obtuvo el 8,39% y se vio ligeramente por debajo de la Alianza en términos de voto popular, logró conducir a Ong a la reelección en su distrito en Hong Lim, pero con un resultado que implicó una pérdida de casi treinta puntos porcentuales con respecto a la elección parcial de 1961 y sin lograr obtener una mayoría absoluta de votos, recibiendo el 44,47%. El resultado se consideró decepcionante para la formación de reciente creación, pues la gran mayoría de sus candidatos se vieron muy debilitados ante la polarización entre el PAP y el BS y perdieron sus depósitos. El UPP acabaría disolviéndose antes de que la legislatura se completase y con Ong renunciando a su escaño poco antes de la independencia, sin participar en la elección parcial posterior.
La particular competitividad de las elecciones de 1963, sumada a la posterior instauración del monopolio absoluto del PAP como partido hegemónico, condujo a que esta elección marcara una serie de hitos que o bien nunca se volvieron a repetir, o bien pasaron décadas antes de que se volvieran a dar. Para empezar, el propio Lee Kuan Yew se impuso en Tanjong Pagar con tan solo el 58,93% de los votos contra el 32,99% de Ong Hock Siang, candidato del BS, y resultados marginales del UPP y la Alianza, constituyendo el más débil desempeño histórico del líder del PAP en la circunscripción que representó entre 1955 y 2015, y la última vez hasta las elecciones de 1972 y 1988 en las cuales cualquier candidato que compitió contra Lee (si es que el distrito se vio efectivamente disputado) retuvo su depósito al superar el octavo de votos. De hecho, se encuentra solo por detrás del 47,58% obtenido por David Saul Marshall (LF) en Cairnhill en 1955 como el peor resultado electoral de un jefe de gobierno en su propia circunscripción. Fue la última vez hasta la fecha en la que otros partidos fuera del PAP disputaron una mayoría absoluta de dos tercios (y fuera de 1972, cualquier tipo de mayoría absoluta), y la última vez que la oposición al PAP superó el 10% de los escaños parlamentarios. Hasta las elecciones de 2020, cuando el Partido de los Trabajadores logró obtener 10 escaños, ningún otro partido superaría una décima de la representación parlamentaria electa. En total, nueve miembros titulares de la Asamblea Legislativa perdieron su reelección en estos comicios. Destacaron las derrotas de Kenneth Michael Byrne (Ministro de Salud) en Crawford y Tan Kia Gan (Ministro de Desarrollo Nacional) en Paya Lebar, ambos del PAP, en lo que fue la última instancia en la que ministros del Gabinete perdieron sus escaños hasta 2011, cuando el WP ganó la circunscripción grupal de Aljunied y desplazó a Lim Hwee Hua y George Yeo.
Se trató de la única elección en la que ningún candidato superó los dos tercios de los votos. Lim Kim San, parlamentario del PAP por la circunscripción de Cairnhill, fue el que más cerca estuvo de lograrlo con un 66,46%, el resultado más alto del partido y del total de candidatos. El peor resultado del PAP fue en Havelock, con un 29,05% de los votos para Wong Chun Choi, que perdió ante el candidato del BS. El mejor desempeño del BS fue en Jurong, donde Chia Thye Poh obtuvo el 55,85% de los votos, y el peor en Hong Lim, con un 20,58%. La Alianza logró el 44,59% en Southern Islands, donde su candidato Ahmad Jabri b. Akib fue la única competencia que enfrentó el abanderado del PAP, Yaacob bin Mohamed, y la única circunscripción en la que no hubo más de dos candidatos. El resultado del WP fue el peor de toda su historia electoral, la última vez hasta 2001 en la que no obtuvo el segundo puesto en términos de voto popular, mientras que sus desempeños a nivel circunscripcional estuvieron entre los peores del total de candidatos, quedando en último puesto en las tres circunscripciones que disputó. Ninguno de sus candidatos superó el 1,20% de los votos y el 0,79% de Goh Tong Liang en Crawford fue el segundo resultado más bajo de la elección, solo superado por el 0,72% de Soo Tho Siu Hee, candidato independiente en la circunscripción de Moulmein. Fue la última vez hasta 1984 (cuando Teo Kim Hoe del Frente Popular Unido obtuvo el 0,81%) en la que cualquier candidato no pudo asegurar, ni siquiera, un 1% de las preferencias, y el resultado de Soo a nivel histórico solo es superado por el de Chua Kim Watt en Ferrer Park en 1955 (0,55%).
La cantidad de votos en blanco o anulados representaron solo el 0,99% del total emitido, constituyendo la mayor cantidad porcentual de voto positivo en la historia del país. Hasta la fecha, en todas las elecciones posteriores al menos un 1% ha emitido sufragios no válidos, no volviendo a registrarse una situación similar, de la cual tampoco había precedente.
|  | 46.93 % |

|  | 46.93 % |

|  | 33.24 % |

|  | 37.05 % |

|  | 1.40 % |

|  | 20.18 % |

|  | 34.64 % |

|  | 35.82 % |

|  | 4.39 % |

|  | 7.42 % |

|  | 2.90 % |

|  | 27.76 % |

|  | 0.83 % |

|  | 6.46 % |

|  | 0.30 % |

|  | 10.05 % |

|  | 8.42 % |

|  | 10.31 % |

|  | 8.39 % |

|  | 9.36 % |

|  | 0.27 % |

|  | 5.37 % |

|  | 0.13 % |

|  | 6.03 % |

|  | 0.05 % |

|  | 1.01 % |

|  | 1.17 % |

|  | 0.00 % |

|  | 99.01 % |

|  | 0.99 % |

|  | 100.00 % |

|  | 95.14 % |

### Resultado por circunscripción
|  | 50.90 % |

|  | 30.39 % |

|  | 11.05 % |

|  | 7.66 % |

|  | 99.15 % |

|  | 0.85 % |

|  | 46.90 % |

|  | 37.02 % |

|  | 6.44 % |

|  | 4.93 % |

|  | 3.63 % |

|  | 1.08 % |

|  | 99.18 % |

|  | 0.82 % |

|  | 51.80 % |

|  | 40.28 % |

|  | 3.52 % |

|  | 3.20 % |

|  | 1.20 % |

|  | 99.05 % |

|  | 0.95 % |

|  | 42.84 % |

|  | 39.02 % |

|  | 9.75 % |

|  | 6.39 % |

|  | 2.00 % |

|  | 99.06 % |

|  | 0.94 % |

|  | 46.45 % |

|  | 40.41 % |

|  | 8.17 % |

|  | 4.97 % |

|  | 98.93 % |

|  | 1.07 % |

|  | 52.39 % |

|  | 42.28 % |

|  | 5.33 % |

|  | 98.73 % |

|  | 1.27 % |

|  | 66.46 % |

|  | 20.95 % |

|  | 12.59 % |

|  | 99.22 % |

|  | 0.78 % |

|  | 42.78 % |

|  | 30.48 % |

|  | 17.57 % |

|  | 8.32 % |

|  | 0.85 % |

|  | 99.07 % |

|  | 0.93 % |

|  | 48.59 % |

|  | 31.45 % |

|  | 10.36 % |

|  | 5.13 % |

|  | 4.47 % |

|  | 99.03 % |

|  | 0.97 % |

|  | 42.75 % |

|  | 40.88 % |

|  | 10.03 % |

|  | 5.55 % |

|  | 0.79 % |

|  | 98.94 % |

|  | 1.06 % |

|  | 40.53 % |

|  | 40.07 % |

|  | 16.71 % |

|  | 2.69 % |

|  | 99.17 % |

|  | 0.83 % |

|  | 55.71 % |

|  | 27.20 % |

|  | 12.79 % |

|  | 4.30 % |

|  | 99.24 % |

|  | 0.76 % |

|  | 47.28 % |

|  | 35.56 % |

|  | 9.68 % |

|  | 7.48 % |

|  | 99.04 % |

|  | 0.96 % |

|  | 48.01 % |

|  | 35.85 % |

|  | 8.58 % |

|  | 7.56 % |

|  | 97.07 % |

|  | 2.93 % |

|  | 43.63 % |

|  | 39.34 % |

|  | 10.69 % |

|  | 6.34 % |

|  | 98.89 % |

|  | 1.11 % |

|  | 44.05 % |

|  | 29.05 % |

|  | 22.42 % |

|  | 4.48 % |

|  | 98.79 % |

|  | 1.21 % |

|  | 44.47 % |

|  | 33.27 % |

|  | 20.58 % |

|  | 1.68 % |

|  | 99.36 % |

|  | 0.64 % |

|  | 51.87 % |

|  | 40.12 % |

|  | 8.01 % |

|  | 98.46 % |

|  | 1.54 % |

|  | 38.04 % |

|  | 30.73 % |

|  | 13.16 % |

|  | 12.14 % |

|  | 5.93 % |

|  | 99.30 % |

|  | 0.60 % |

|  | 65.88 % |

|  | 26.48 % |

|  | 7.64 % |

|  | 99.30 % |

|  | 0.60 % |

|  | 55.85 % |

|  | 31.89 % |

|  | 7.04 % |

|  | 5.22 % |

|  | 98.74 % |

|  | 1.26 % |

|  | 52.21 % |

|  | 32.11 % |

|  | 7.18 % |

|  | 5.97 % |

|  | 2.53 % |

|  | 99.08 % |

|  | 0.92 % |

|  | 44.79 % |

|  | 42.50 % |

|  | 12.71 % |

|  | 98.89 % |

|  | 1.11 % |

|  | 41.93 % |

|  | 38.27 % |

|  | 10.53 % |

|  | 9.27 % |

|  | 99.04 % |

|  | 0.96 % |

|  | 48.31 % |

|  | 25.03 % |

|  | 18.13 % |

|  | 6.20 % |

|  | 2.33 % |

|  | 98.91 % |

|  | 1.09 % |

|  | 65.47 % |

|  | 29.62 % |

|  | 4.91 % |

|  | 98.67 % |

|  | 1.33 % |

|  | 58.00 % |

|  | 30.22 % |

|  | 5.69 % |

|  | 5.37 % |

|  | 0.72 % |

|  | 99.22 % |

|  | 0.78 % |

|  | 48.97 % |

|  | 32.59 % |

|  | 11.78 % |

|  | 6.66 % |

|  | 99.11 % |

|  | 0.89 % |

|  | 51.33 % |

|  | 34.77 % |

|  | 9.02 % |

|  | 3.80 % |

|  | 1.08 % |

|  | 99.00 % |

|  | 1.00 % |

|  | 45.30 % |

|  | 29.69 % |

|  | 21.26 % |

|  | 3.75 % |

|  | 99.16 % |

|  | 0.84 % |

|  | 47.96 % |

|  | 42.11 % |

|  | 6.69 % |

|  | 3.24 % |

|  | 99.08 % |

|  | 0.92 % |

|  | 47.76 % |

|  | 28.93 % |

|  | 13.35 % |

|  | 9.96 % |

|  | 99.41 % |

|  | 0.59 % |

|  | 52.81 % |

|  | 36.15 % |

|  | 5.88 % |

|  | 5.16 % |

|  | 99.19 % |

|  | 0.81 % |

|  | 56.67 % |

|  | 27.01 % |

|  | 11.71 % |

|  | 4.61 % |

|  | 98.96 % |

|  | 1.04 % |

|  | 45.56 % |

|  | 44.75 % |

|  | 9.69 % |

|  | 99.02 % |

|  | 0.98 % |

|  | 42.17 % |

|  | 40.43 % |

|  | 13.48 % |

|  | 3.92 % |

|  | 99.45 % |

|  | 0.55 % |

|  | 52.25 % |

|  | 33.51 % |

|  | 8.44 % |

|  | 5.80 % |

|  | 99.14 % |

|  | 0.86 % |

|  | 53.40 % |

|  | 32.33 % |

|  | 8.82 % |

|  | 5.45 % |

|  | 99.16 % |

|  | 0.84 % |

|  | 62.12 % |

|  | 17.41 % |

|  | 9.89 % |

|  | 9.08 % |

|  | 1.50 % |

|  | 99.41 % |

|  | 0.59 % |

|  | 55.41 % |

|  | 44.59 % |

|  | 98.81 % |

|  | 1.19 % |

|  | 53.27 % |

|  | 34.27 % |

|  | 7.10 % |

|  | 5.36 % |

|  | 99.73 % |

|  | 0.27 % |

|  | 48.33 % |

|  | 29.13 % |

|  | 17.23 % |

|  | 5.31 % |

|  | 99.01 % |

|  | 0.99 % |

|  | 51.07 % |

|  | 23.06 % |

|  | 20.07 % |

|  | 3.88 % |

|  | 1.92 % |

|  | 99.20 % |

|  | 0.80 % |

|  | 58.93 % |

|  | 32.99 % |

|  | 4.41 % |

|  | 3.67 % |

|  | 98.88 % |

|  | 1.12 % |

|  | 44.01 % |

|  | 40.72 % |

|  | 12.12 % |

|  | 3.15 % |

|  | 98.77 % |

|  | 1.23 % |

|  | 39.82 % |

|  | 34.82 % |

|  | 21.14 % |

|  | 4.22 % |

|  | 99.02 % |

|  | 0.98 % |

|  | 49.17 % |

|  | 39.47 % |

|  | 11.36 % |

|  | 98.91 % |

|  | 1.09 % |

|  | 48.15 % |

|  | 31.91 % |

|  | 9.14 % |

|  | 6.53 % |

|  | 4.27 % |

|  | 99.30 % |

|  | 0.70 % |

|  | 48.20 % |

|  | 33.88 % |

|  | 11.89 % |

|  | 6.03 % |

|  | 98.81 % |

|  | 1.19 % |

|  | 44.86 % |

|  | 26.62 % |

|  | 15.51 % |

|  | 13.01 % |

|  | 98.88 % |

|  | 1.12 % |

|  | 56.56 % |

|  | 30.17 % |

|  | 5.06 % |

|  | 4.87 % |

|  | 3.34 % |

|  | 99.20 % |

|  | 0.80 % |

## Consecuencias
Con el fin de desalentar futuras deserciones, el gobierno del PAP aprobó una ley que estipula que los legisladores que renuncien o sean expulsados de los partidos bajo los que fueron elegidos perderían sus escaños. Las elecciones parciales se celebraron posteriormente en Hong Lim en 1965, en siete distritos electorales en 1966 y cinco distritos electorales en 1967.
En las siguientes elecciones federales de Malasia, probablemente en respuesta a la traición de la Alianza al acuerdo de no entrometerse electoralmente en el estado, el PAP presentó candidaturas dentro del país y trató de posicionarse como una fuerza alternativa a nivel nacional. Aunque solo consiguió un escaño, los líderes de la UMNO se enfurecieron notoriamente con el PAP por haber logrado captar al electorado chino, una importante minoría dentro de Malasia. Fue el temor a una competencia eventual contra el PAP lo que llevó al gobierno de la Alianza a buscar la salida de Singapur de la Federación, cosa que se logró en 1965. Sin embargo, el sucesor del PAP en Malasia, el Partido de Acción Democrática (DAP) es el segundo principal partido político del país y uno de los principales líderes de la coalición opositora al actual Barisan Nasional (sucesor de la Alianza).